# Flèche brabançonne 2025
Cet article concerne la course masculine. Pour la course féminine, voir Flèche brabançonne féminine 2025.
La Flèche brabançonne 2025 est la 65e édition de cette course cycliste masculine sur route. Elle a lieu le 18 avril 2025 dans les provinces du Brabant flamand et du Brabant wallon, en Belgique, et fait partie du calendrier UCI ProSeries 2025 en catégorie 1.Pro. 

## Parcours
Pour cette édition 2025 et pour les quatre prochaines années, le départ revient à Beersel alors que l'arrivée reste jugée sur la chaussée de Bruxelles (Brusselsesteenweg) à Overijse. La course longue de 162,6 km compte une trentaine de kilomètres en moins que l'édition 2024. Le parcours comporte un total de 22 côtes et se termine par trois tours d'un circuit local de 21,9 km autour d’Overijse comportant les deux tronçons en côte et pavés de la Hertstraat (0,3 km à 6,5%) et de la Moskestraat (0,5 km à 7,1%) ainsi que les trois côtes du Hagaard (900 m à 5,4%), du Holstheide (800 m à 5,6%) et celle d’arrivée, la S-Bocht (1,5 km à 3,6%).

## Équipes
23 équipes participent à cette Flèche brabançonne - 10 WorldTeams et 13 équipes ProTeams.
| WorldTeams (10)- Alpecin-Deceuninck - Bahrain-Victorious - Cofidis - EF Education-EasyPost - Intermarché-Wanty - Soudal Quick-Step - Team Jayco AlUla - Team Visma \| Lease a Bike - UAE Team Emirates XRG - XDS Astana Team ProTeams (13)- Caja Rural-Seguros RGA - Equipo Kern Pharma - Israel-Premier Tech - Lotto - Uno-X Mobility - Q36.5 Pro Cycling Team - Team Flanders-Baloise - Tudor Pro Cycling Team - Wagner Bazin WB - Team Novo Nordisk - Team TotalEnergies - Unibet Tietema Rockets - VF Group-Bardiani CSF-Faizanè |
| |

## Favoris
Parmi les favoris, on peut citer Wout van Aert (Visma Lease a Bike), récent quatrième du Tour des Flandres et de Paris-Roubaix, Tom Pidcock (Q36.5 Pro Cycling), vainqueur en 2021, Remco Evenepoel (Soudal Quick Step) dont c'est le retour après plus de six mois sans compétition, Jhonatan Narváez et Florian Vermeersch (UAE Emirates XRG), Stephen Williams (Israel Premier Tech), Biniam Girmay (Intermaché Wanty), Dylan Teuns (Cofidis), deuxième en 2024, Alec Segaert et Arjen Livyns (Lotto), Tibor Del Grosso et Quinten Hermans (Alpecin Deceuninck).

## Récit de la course
Une échappée de six hommes reste en tête sous le contrôle tacite du peloton. À 50 kilomètres du terme, Wout van Aert place un contre suivi par Remco Evenepoel et Neilson Powless. Deux kilomètres plus loin, dans la côte asphaltée de Holstheide, l'échappée est reprise quand Evenepoel et van Aert accélèrent, bientôt rejoints par Joseph Blackmore. Le trio de tête collabore et compte jusqu'à une minute d’avance sur un groupe emmené par les équipes EF Education et Alpecin-Deceuninck. À 16 kilomètres de l'arrivée, Blackmore est lâché dans la Hertstraat à la suite d’un solide tempo imprimé par Evenepoel. Les deux Belges arrivent ensemble à l'arrivée placée au-dessus de la montée du S-Bocht. Remco Evenepoel lance le sprint en puissance et s'impose devant Wout van Aert.

## Classements

### Classement final
| \| Classement général \| Classement général \| Classement général \| Classement général \| Classement général \| \| Coureur \| Coureur \| Pays \| Équipe \| Temps \| \| ------------------ \| ------------------ \| ------------------ \| -------------------------- \| ------------------ \| \| 1er \| Remco Evenepoel \| Belgique \| Soudal Quick-Step \| 3 h 35 min 14 s \| \| 2e \| Wout van Aert \| Belgique \| Team Visma \\| Lease a Bike \| + 0 s \| \| 3e \| António Morgado \| Portugal \| UAE Team Emirates XRG \| + 27 s \| \| 4e \| Alex Aranburu \| Espagne \| Cofidis \| + 27 s \| \| 5e \| Eduard Prades \| Espagne \| Caja Rural-Seguros RGA \| + 27 s \| \| 6e \| Fabio Christen \| Suisse \| Q36.5 Pro Cycling Team \| + 27 s \| \| 7e \| Neilson Powless \| États-Unis \| EF Education-EasyPost \| + 27 s \| \| 8e \| Thomas Silva \| Uruguay \| Caja Rural-Seguros RGA \| + 27 s \| \| 9e \| Milan Menten \| Belgique \| Lotto \| + 27 s \| \| 10e \| Tibor Del Grosso \| Pays-Bas \| Alpecin-Deceuninck \| + 27 s \| |                  |            |                            |                 |
| |                  |            |                            |                 |
| |                  |            |                            |                 |
| Classement général |                  |            |                            |                 |
| Coureur | Coureur          | Pays       | Équipe                     | Temps           |
| 1er | Remco Evenepoel  | Belgique   | Soudal Quick-Step          | 3 h 35 min 14 s |
| 2e | Wout van Aert    | Belgique   | Team Visma \| Lease a Bike | + 0 s           |
| 3e | António Morgado  | Portugal   | UAE Team Emirates XRG      | + 27 s          |
| 4e | Alex Aranburu    | Espagne    | Cofidis                    | + 27 s          |
| 5e | Eduard Prades    | Espagne    | Caja Rural-Seguros RGA     | + 27 s          |
| 6e | Fabio Christen   | Suisse     | Q36.5 Pro Cycling Team     | + 27 s          |
| 7e | Neilson Powless  | États-Unis | EF Education-EasyPost      | + 27 s          |
| 8e | Thomas Silva     | Uruguay    | Caja Rural-Seguros RGA     | + 27 s          |
| 9e | Milan Menten     | Belgique   | Lotto                      | + 27 s          |
| 10e | Tibor Del Grosso | Pays-Bas   | Alpecin-Deceuninck         | + 27 s          |

### Classement UCI
La course attribue des points au classement mondial UCI 2025 selon le barème suivant :
| Position           | 1er | 2e  | 3e  | 4e  | 5e | 6e | 7e | 8e | 9e | 10e | 11e | 12e | 13e | 14e | 15e | 16e à 30e | 31e à 40e |
| Classement général | 200 | 150 | 125 | 100 | 85 | 70 | 60 | 50 | 40 | 35  | 30  | 25  | 20  | 15  | 10  | 5         | 3         |

## Liste des participants
| Légende | Légende                                                                    | Légende | Légende                                                    |
| ------- | -------------------------------------------------------------------------- | ------- | ---------------------------------------------------------- |
| Num     | Dossard de départ porté par le coureur sur cette Flèche brabançonne        | Pos     | Position à l'arrivée de la course                          |
|         | Indique un maillot de champion national ou mondial, suivi de sa spécialité | NP      | Indique un coureur qui n'a pas pris le départ de la course |
| AB      | Indique un coureur qui n'a pas terminé la course                           | HD      | Indique un coureur qui a terminé la course hors des délais |